# سفیانی
در روایات اسلامی و به خصوص شیعه، سفیانی از جمله کسانی است که در هنگام ظهور مهدی امام زمان شیعیان نقش مهمی برعهده دارد. نام او «عثمان بن عَنبَسه» حرب بن عنیبه یا عنبسه بن حرب و از فرزندان ابوسفیان است. در روایات اسلامی او را با صورتی سرخ، پوستی سفید و چشمانی زاغ توصیف کرده‌اند. به اعتقاد اهل سنت سفیانی شخصیتی است که در روایات ضعیف ذکر شده است، اما در اسلام چیزی از او در علم آخرالزمان ثابت نشده است.در هیچ کدام از کتاب های حدیث صحیح اهل سنت نامی از او ذکر نشده است. در برخی از احادیث ضعیف آمده است که او از نسل ابوسفیان است..
به روایت مقدسی علی بن ابی طالب در ذکر خروج سفیانی می‌گوید: سفیانی از منطقه ای از شهر دمشق قیام می‌کند؛ از سرزمینی که به آن وادی یابس (بیابان خشک) گویند. همچنین برخی روایات از وابستگی وی
به جوامع مسیحیت گفته‌اند: در کتاب الغیبه شیخ طوسی نقل شده‌است: سفیانی درحالیکه رهبری قومی را بر عهده دارد مانند شخص نصرانی و صلیب به گردن، از بلاد روم می‌آید. و از بیابانی به نام وادی یابس که در مرز اردن است با هفت نفر به منطقهٔ درعا رفته و با قبیلهٔ بنی کلب که در منطقهٔ درعای سوریه هستند بیعت می‌نماید.
دمشق را تصرف نموده، نخستین خطبه‌اش را بر منبر دمشق می‌خواند و حمص و حلب و قنسرین و موصل را می‌گیرد، به بغداد حمله می‌کند و دو لشکر، یکی به کوفه و دیگری به مدینه می‌فرستد سپس به خراسان (ایران) حمله می‌کند.
گروهی از شیعیان شام از دست او در امانند.
در عراق هر کس که نامش محمد، علی، حسن، حسین، فاطمه، خدیجه، موسی، جعفر، رقیه، و … باشد را می‌کشد، برخی از عراقی‌ها همسایه‌های خود را به چند دینار می‌فروشند و به تیغ سفیانی می‌سپرند. بعضی افراد را در دیگ‌های روغن می‌سوزاند.
مناطق خاصی از شام از دست سفیانی در امان می‌ماند.
سفیانی پس از اینکه زنی را میان نزدیکانش دست به دست می‌کند و یکی از یارانش با آن زن زنا می‌کند و بعد در راه شکمش را پاره می‌نماید و کودک رحم او را سقط می‌کند و پس از اینکه افرادی را در کوفه می‌کشد و خون پاک آن‌ها به جوش می‌آید در قوس نزول قرار می‌گیرد.
سفیانی سرخ رو، زرد مو با چشمان رنگی و چهارشانه است مکه را ندیده، از نزدیک که به صورتش نگاه کنی به تعبیر امروزی صورتش ناصاف است.
سفیانی شیعیان را به اسم قتل‌عام می‌کند و هرکس از شیعیان که اسامی محمد ، علی ، حسن ، حسین و فاطمه دارد را سر می‌برد .

## نام سفیانی
مشهور آن است که نام سفیانی عثمان و نام پدرش عنبسه می‌باشد. و در برخی منابع نام پدرش عُیَینه آمده‌است. نام‌های دیگری نیز برای سفیانی در روایت و کتب نقل شده که از آن جمله حرب بن عنبسه، عنبسة بن مرة، عنبسة بن هند، عبداللَّه بن یزید، ابوعتبه، عروة بن محمد، و معاویة بن عتبه است.
به روایت کورانی عالمان اهل سنت نام کامل او را عبدالله بن یزید می‌دانند. در بعضی روایات نیز او را با لقب صخری منسوب به صخر پدر ابوسفیان نام برده‌اند.

## نسب سفیانی
بر اساس اعتقادات شیعه در آخرالزمان شخصی به نام خرناس یا عبدالله از سرزمین یابس واقع در اردن خروج خواهد کرد و مناطق پنج‌گانهٔ سرزمین شام را تصرف خواهد کرد و در سرزمین بیدا لشکریانش به زمین فرو خواهد رفت و خود به دستور امام کشته خواهد شد.
در بسیاری از احادیث تصریح شده که سفیانی از تبار ابوسفیان، است. همچنین او از سوی پدر منسوب به بنی امیه و از طرف مادر از قبیلهٔ کلب است.
اما در مورد اینکه او از نسل کدامیک از فرزند ابوسفیان می‌باشد، در روایات نقل شده اختلاف است:
- از نسل خالد بن یزید بن ابوسفیان
- از نسل عتبة بن ابوسفیان
- از نسل یزید
- از طرف پدر از نسل ابوسفیان و از طرف مادر از نسل یزید

## قیام سفیانی
بنا بر روایتی کتاب بحارالانوار سفیانی، مستبصر (به معنای مسلمان تازه مسیحی شده) است و در اثر بسیاری عبادت، بسیار زرد رنگ به نظر می‌رسد. وی از سمت سرزمین روم به شام می‌آید و آنگاه دست به قیام می‌زند. سپس پایتخت خود را از دمشق به رمله در فلسطین منتقل می‌کند و در آنجا شورشیان رومی به او می‌پیوندند.
سفیانی در ابتدا دست به یک شورش زده و پس از ۶ ماه جنگ مداوم بر ۵ منطقهٔ دمشق، اردن، حمص، فلسطین و قنسرین غلبه می‌کند

## دین سفیانی
روایات در این مورد سه یا به‌نوعی چهار دسته هستند: ۱. مسیحی است؛ ۲. مسلمان است؛ ۳. ابتدا مسلمان است سپس مسیحی می‌شود؛ ۴. پایبند به دین نیست. روایات حکایت از عناد و تعصب شدید او علیه شیعیان دارند.

## سرانجام سفیانی
سفیانی بعد از جنگ‌های مختلف به شام بازمی‌گردد اما به دست یکی از سپاهیان مهدی دستگیر و کشته می‌شود.

## تعداد سفیانی‌ها
در برخی از روایات اسلامی همچون نسخهٔ خطی ابن حماد، به وجود دو سفیانی اشاره شده‌است. سفیانی اول پس از استیلا بر سرزمین شام در جنگ عراق در برابر سپاه ایران شکست می‌خورد و در اثر جراحاتی که به او وارد می‌شود در راه بازگشت به شام کشته می‌شود و سفیانی دوم که همان سفیانی اصلی است را جانشین خود قرار می‌دهد. سفیانی دوم چند ماه قبل از ظهور به دمشق حمله می‌کند و جنگی بزرگ در جنوب غرب آسیا را رقم می‌زند. و سرانجام با شکست‌های پی در پی و خفت بار از سپاه مهدی امام شیعیان شکست می‌خورد. و به دست سپاهیان او کشته می‌شود

## سفیانی در روایات
- در روایتی منسوب به امام سجاد علیه السلام آمده‌است:[۲۶] امر قائم از سوی خداوند حتمی است و امر سفیانی نیز از جانب خداوند قطعی می‌باشد. قائم ظهور نمی‌کند مگر پس از آمدن سفیانی.
- در روایتی منسوب به امیرالمومنین علی علیه السلام در تفسیر آیهٔ «و لَو تَری إذ فَزِعوا فَلافَوتَ»[۲۷] آمده که لشکر سفیانی به مدینه می‌آیند تا به سرزمین بیداء برسند ولی خدا آن‌ها را در زمین فرو می‌برد.[۲۸]
- در روایتی منسوب به جعفر  صادق دربارهٔ او آمده‌است: «و سفیانی نیز با قائم پیکار می‌کند»

## ادعای دیدن سفیانی
محمدتقی بهلول مدعی شده که در جریان سفر خود به سوریه در زمان ریاست جمهوری حافظ اسد در این کشور، با شخصی که نامش عثمان بن عنبسه بوده و شباهت بسیاری به سفیانی در روایات داشته، ملاقات کرده‌است: 
من برای زیارت حضرت زینب و حضرت رقیه به سوریه رفته بودم و در حدود بیست روز در آنجا بودم. حافظ اسد مرا دعوت نمود و به خانه خود برد و از من پذیرایی نمود و از آنجا مرا به ارتش سوریه برد و گفت که برای ارتش سوریه صحبت کنم، من هم به منبر رفته، برای آنها سخنرانی کردم. وقتی که از منبر پایین آمدم یک منصب داری داخل شد. در آن وقت عده‌ای گفتند: «جاء سفیانی؛ یعنی سفیانی آمد». دیدم او یک سرتیپ ارتش سوریه‌است. من با او شروع به صحبت کردن کردم و اسم کوچک او را پرسیدم. گفت: اسمم عثمان بن عنبسه‌است. دیدم خودش است و او از لحاظ قیافه‌ای همان خصوصیاتی را داشت که در روایات از سفیانی آمده‌است.
همچنین برخی دیدارها با سفیانی نیز از کسانی چون امام موسی صدر و مصطفی چمران نیز به صورت غیرمستند مطرح است.

## تاریخچه
دست کم ۹ تن در شام با لقب سفیانی در فاصلهٔ ۷۴۹ و ۱۴۱۳ میلادی قیام کرده‌اند. نخستین آنان زید بن عبدالله بن یزید بن معاویه بن ابوسفیان بوده‌است که علیه عباسیان قیام کرد. دومین شخص در ۷۵۴ قیام کرد و سپس ابوهرب المبرقع صد سال پس از آن خروج کرد. در ۱۴۱۳ شخصی با لقب سفیانی علیه ممالیک مصر قیام کرد و کوشید دقیقاً مطابق احادیث عمل کند. اما ممالیک وی را سرکوب کردند و کشتند.